# Slag bij Tampa
De Slag bij Tampa vond plaats op 30 juni en 1 juli 1862 tijdens de Amerikaanse Burgeroorlog. De Noordelijken wilden ook deze haven afsluiten van de buitenwereld. Om dit doel te bereiken moest de Zuidelijke artillerie, die Tampa verdedigde, uitgeschakeld worden.

## Achtergrond
Tijdens de zomer van 1862 werd beslist om de blokkade van de Zuidelijke havens aan te scherpen. Net zoals de inname van New Orleans in april 1862, wilde de Noordelijke regering nog andere steden veroveren. Vicksburg was een van deze steden. Als alle Zuidelijke havens geblokkeerd of veroverd waren, zo redeneerden de hoogste militairen, zou de handel voor de Zuidelijken stilvallen en moesten ze zich wel overgeven.

## De slag
Op 30 juni voer een Noordelijke kanonneerboot de haven van Tampa binnen. Het schip vuurde een waarschuwingsschot af. Onder bescherming van een witte vlag kwamen Luitenant A.J. Drake en 20 soldaten aan land. Ze eisten de overgave van de stad. De plaatselijke autoriteiten weigerden dit. Ze kregen tot 18.00u de tijd om alle burgers te evacueren, dan zou de kanonneerboot het vuur openen. In de loop van de volgende dag werden er sporadisch salvo’s uitgewisseld tussen de strijdende partijen. Daarna trok de kanonneerboot zich terug.

## Gevolgen
De Slag bij Tampa wordt beschouwd als een Zuidelijke overwinning, hoewel het uiteindelijk weinig of niets veranderde. Uiteindelijk zouden de Noordelijke landlegers erin slagen om Vicksburg te veroveren. Hiermee kregen ze controle over de Mississippi en sneden een belangrijke slagader van de Zuidelijke staten door.

## Bron
- Beschrijving van de slag

 Fort Sumter · Santa Rosa Island · Fort Pulaski · Forten Jackson en St. Philip · New Orleans · Secessionville · Simmon's Bluff · Tampa · Baton Rouge · 1ste Donaldsonville · St. John's Bluff · Georgia Landing · 1ste Fort McAllister · Fort Bisland · Irish Bend · Vermillion Bayou · 1ste Charleston Harbor · 1ste Fort Wagner · Grimball's Landing · 2de Fort Wagner · 2de Charleston Harbor · 2de Fort Sumter · Plains Store · Port Hudson · LaFourche Crossing · 2de Donaldsonville · Kock's Plantation · Stirling's Plantation · Fort Brooke · Gainesville · Olustee · Natural Bridge